# Andrea Corsali
Andrea Corsali (* Juni 1487 bei Florenz; † nach 1524) war ein italienischer Seefahrer.

## Leben
Andrea Corsali wurde in Monteboro di Empoli, zirka 20 Kilometer südwestlich von Florenz, geboren. Die Familie lebte von der Sattel- und Zaumzeugherstellung. Aus seinen späteren Briefen geht hervor, dass er eine gute Ausbildung genossen haben muss, er beherrschte das Lateinische, kannte die Schriften von Ptolemäus und verstand den Umgang mit astronomischen Instrumenten.
Corsali unternahm ab 1515 zwei Reisen nach Indien, über die er Briefe geschrieben hatte. Ein an den Vatikan gerichteter Brief eines gewissen Abba Thomas lässt vermuten, dass sich Corsali 1524 in Äthiopien aufgehalten hat. Über sein weiteres Leben, insbesondere über sein Lebensende, ist nichts bekannt.

## Andrea Corsalis Briefe

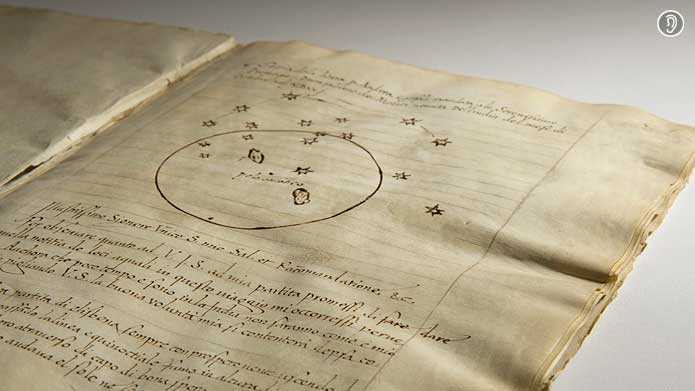
Manuskript

Im Jahre 1515 fuhr Corsali unter dem Patronat der Medici auf einem portugiesischen Schiff um das Kap der Guten Hoffnung in Richtung Kochi (Indien). Darüber berichtete er in Briefen an die Medici. Giuliano di Lorenzo de’ Medici starb am 17. März 1516, so dass er den an ihn gerichteten Brief nicht mehr erhielt. Ein zweiter Brief Corsalis vom 18. September 1517 war bereits an dessen Neffen und Nachfolger Lorenzo di Piero de’ Medici gerichtet. Die Briefe wurden unter dem Titel Lettera di Andrea Corsali allo Illustrissimo Signore Duca Iuliano de Medici, Venuta Dellindia del Mese di Octobre Nel M.D.XVI (deutsch: Briefe von Andrea Corsali an den hochwohlgeborenen Herrn Iuliano di Medici, gekommen aus Indien im Oktober 1516) als Buch veröffentlicht, darin findet sich die früheste europäische Darstellung des Sternbildes Kreuz des Südens. Diese Beschreibung gilt als wichtige Navigationshilfe für nachfolgende Entdeckungsreisen. Wegen des Wertes dieses Wissens war dieses nur aus sechs Blättern bestehende Buch nicht weit verbreitet. Heute sind noch vier Exemplare erhalten, und zwar in der State Library of New South Wales, British Library, Princeton University Library und der Biblioteca Palatina (Parma), darüber hinaus gibt es noch zwei Manuskripte, die als Abschriften der Bücher angesehen werden.
Das Kreuz des Südens war im Altertum in Athen noch über dem Horizont sichtbar und seit dem bekannt, allerdings nicht als eigenes Sternbild. Durch die Präzessionsbewegung der Erde hat sich im Lauf der Zeit die sichtbare Position des Sternbildes jedoch weiter nach Süden verschoben. Es wurde erstmals wieder von Alvise Cadamosto auf seiner 1455er Reise erwähnt (veröffentlicht 1507, aber nicht illustriert), ebenso in einem zunächst nicht veröffentlichten Brief von Pedro Cabal. Auch Amerigo Vespucci erwähnte 1501 dieses Sternbild, aber die erste Illustration blieb Andrea Corsali vorbehalten.

## Ehrungen
- Heute erinnert die Straße Via Andrea Corsali in Florenz an ihn.
- Im September 2021 wurde der Asteroid (429136) Corsali nach ihm benannt.